# شهرستان لودر
ناحیهٔ لودر (به عربی: مدیریة لودر) یک ناحیه در یمن است که در استان ابین واقع شده‌است.
ناحیهٔ لودر ۸۸٬۱۵۵ نفر جمعیت دارد.